# Château de Cardiff
Le château de Cardiff est un château gallois fondé par les Normands en 1091 sur les anciennes fondations d'un fort romain qui se dresse dans la ville de Cardiff.

## Historique
Il y eut au moins deux forts romains sur le site. Le premier a probablement été construit aux environs de 55 lors de la conquête des Silures.
De la fin du IIe siècle au milieu du IIIe siècle, le lieu est occupé par des ateliers dédiés au travail des métaux.
Le donjon polygonal est construit sur une colline où était le castrum romain. Il conserve le réservoir, construit vers 1091, par Robert FitzHamon, seigneur de Gloucester et conquérant du royaume de Glamorgan.
Après l'échec de sa tentative pour arracher l'Angleterre à son frère Henri Ier, Robert Courteheuse, duc de Normandie et fils aîné de Guillaume le Conquérant, y est emprisonné de 1106 à sa mort en 1134.

Le château, reconstruit en pierre, est un bastion important des seigneurs des dynasties de Clare et de Despenser, des comtes de Warwick, de Richard Plantagenêt par son mariage avec la famille Neville, et de la famille Herbert, comtes de Pembroke. 
Au XVIIIe siècle, le château devient la propriété de John Stuart (3e comte de Bute), un grand propriétaire terrien. Ses héritiers développent des quais destinés a la pêche, ce qui transforme Cardiff, passé d'un simple village de pêcheurs à un port important au cours du XIXe siècle.
Au XIXe siècle, un nouveau château est construit, dessiné par William Burges, architecte du comte de Bute, avec l'apparition d'un style victorien. Des années plus tard, le château est cédé à la ville. Aujourd'hui, il est un site touristique de Cardiff.